# Răzvan Șelariu
Răzvan Șelariu (* 2. November 1983 in Reșița) ist ein ehemaliger rumänischer Kunstturner.
Șelariu erreichte bei den Turn-Weltmeisterschaften 2001 mit der rumänischen Turnriege den sechsten Platz. Bei den Weltmeisterschaften 2003 wurden die Rumänen Fünfte. 2004 wurde Șelariu bei den Europameisterschaften in Ljubljana mit der Mannschaft vor Belarus und Frankreich Europameister. Beim Höhepunkt des Jahres, bei den Olympischen Spielen in Athen, gewannen die Rumänen hinter Japan und den USA die Bronzemedaille.
2005 gewann Șelariu bei den Turn-Europameisterschaften 2005 in Debrecen drei Medaillen. Im Mehrkampf und am Boden wurde er Vize-Europameister und beim Sprung Dritter. Bei den Weltmeisterschaften im selben Jahr erreichte er im Mehrkampf den sechsten Platz. 2006 gewann Șelariu bei den Europameisterschaften mit der Mannschaft die Silbermedaille und bei den Weltmeisterschaften wurde die Rumänen hinter Japan Vierte.
Bei den Turn-Europameisterschaften 2007 erreichte Șelariu im Mehrkampf den sechsten und bei den Turn-Weltmeisterschaften 2007 den zehnten Platz. 2008 gewann er bei den Europameisterschaften in Lausanne am Boden hinter dem Russen Anton Golozuzkow und vor dem Deutschen Fabian Hambüchen die Silbermedaille. Außerdem wurde er mit der Mannschaft Dritter. Im selben Jahr nahm Șelariu in Peking an seinen zweiten Olympischen Spielen teil, bei denen die Rumänen im Mannschaftswettbewerb Siebte wurden.
Nach seiner Sportler-Laufbahn wurde Răzvan Șelariu Trainer.